# Бергквист, Свен
Све́н Олоф Ленна́рт Бе́ргквист (швед. Sven Olof Lennart Bergqvist; 20 августа 1914 — 16 декабря 1996) — шведский футболист, хоккеист и игрок в хоккей с мячом. В качестве футболиста участвовал на чемпионате мира 1938 года и летних Олимпийских играх 1936 года. Как хоккеист представлял Швецию на зимних Олимпийских играх 1936 года.

## Биография

### Клубная карьера в футболе
В течение четырёх сезонов Бергквист играл за «Хаммарбю», в котором себя хорошо зарекомендовал. В 1936 году присоединился к клубу АИК, но там не играл из-за конкуренции с основным вратарём Густавом Шёбергом. Через полгода вернулся в «Хаммарбю» и играл за него до конца карьеры. Всего за «Хаммарбю» сыграл 212 матчей.

### Карьера в футбольной сборной
Дебютировал за сборную Швеции 12 июня 1935 года в матче со сборной Финляндии — та встреча завершилась со счётом 2:2. Принимал участие на олимпийском футбольном турнире 1936 года, где сыграл в единственном матче со сборной Японии (2:3).
Принимал участие на чемпионате мира 1938 года, но на поле не выходил. Всего за сборную Швеции сыграл 35 матчей.

### Тренерская карьера в футболе
С 1944 по 1946 год работал главным тренером «Хаммарбю».

### Карьера в других видах спорта
Помимо футбола, Бергквист играл в хоккей с мячом, хоккей с шайбой, боулинг, гандбол и настольный теннис. В хоккее с шайбой он играл на позиции защитника и был известен своими силовыми приёмами, как жёсткий игрок. В составе сборной Швеции на олимпийском турнире 1936 года сыграл в 5 матчах.
На клубном уровне в хоккее с шайбой Бергквист представлял «Хаммарбю» и АИК. В составе «Хаммарбю» выиграл пять чемпионских титулов. Всего за «Хаммарбю» как хоккеист сыграл 209 матчей и забил 63 гола. В 1946 году был назначен главным тренером «Хаммарбю». В 1948 году возглавлял сборную Швеции в рамках зимних Олимпийских игр 1948 года.
В хоккее с мячом играл на позиции вратаря за «Хаммарбю». Он единственный спортсмен в Швеции, кто играл в 5 разных видах спорта в Высшей лиге.

### Состояние здоровья и смерть
3 декабря 1955 года попал в ДТП, в результате которого оказался прикован к инвалидному креслу. Он принимал участие в соревнованиях по стрельбе из лука в рамках отбора на летние Паралимпийские игры 1960 года, но в самой Паралимпиаде участия не принимал.
Скончался 16 декабря 1996 года в Стокгольме в возрасте 82 лет.